# 서울 화계사 아미타괘불도 및 오여래도
화계사 아미타괘불도 및 오여래도(華溪寺 阿彌陀掛佛圖 및 五如來圖)는 서울특별시 강북구 수유동, 화계사에 있는 조선시대의 불화이다. 2016년 8월 4일 서울특별시의 유형문화재 제386호로 지정되었다.

## 개요
괘불은 화면을 상·하 2단으로 구분지어 상단에는 가섭존자와 아난존자를 협시로 삼은 삼존불상이 그려지고, 하단에는 중앙의 관세음보살좌상을 중심으로 좌우에 각각 2구씩의 사천왕상을 배치하였다. 1879년 개운사 괘불도와 거의 동일한 형식 및 양식적 특징을 보이며, 화기를 통해 광서 12년(1886) 긍순, 진철, 기경, 축연 등에 의해 조성되었음을 알 수 있다. 오여래도와 인로왕보살도는 괘불도와 함께 사용하였을 의식용 불화로, 세부표현 및 이목구비, 색채 등으로 보아 괘불도와 동일시기에 조성된 것으로 보인다. 19세기 중반 이후 서울·경기지역 불화의 전반적인 흐름과 함께 괘불도의 양식파악에 중요한 자료이다.

## 조사보고서
화면을 상·하 2단으로 구분지어, 상단에는 가섭존자와 아난존자를 협시로 삼은 삼존불상이 그려져 있고, 하단에는 중앙의 관세음보살좌상을 중심으로 좌우에 각각 2구씩의 사천왕상을 배치하였다. 화면 상단 전체를 가득 메울 만큼 거대한 신체에 큼직한 키 모양 광배를 지닌 본존불은 어깨 위로 들어 올린 오른손과 복부 쪽에 댄 왼손의 엄지와 가운데 손가락을 맞대고 있는 손 모습 및 하단부의 관세음보살상, 그리고 화기 중의 󰡒… 一切衆生同歸淨土 同見彌陀 同聞淨法 同化衆生之大願󰡓이라는 내용으로 미루어 보아 하품중생인(下品衆生印)의 아미타불로 추정된다.
육계(肉髻)가 뾰족한 머리에는 중앙계주와 정상계주가 마련되어 있으며, 얼굴은 뺨이 부풀어 둥그스름해지고 이목구비가 정연하여 부드러운 느낌을 준다. 양어깨를 감싼 통견 형식의 법의(法衣)는 주홍색 바탕에 무늬 없이 끝단에만 화려한 연꽃무늬를 장식하였고, 군의(裙衣)와 이를 묶은 띠 매듭, 대의 안자락을 적색과 녹색, 군청색으로 처리하고 머리 또한 코발트 계통의 밝은 청색을 사용함으로써 강한 색 대비를 보인다. 이와 같은 색채 대비는 그림 배경을 밝은 청색 바탕에 적색과 녹색의 채색구름으로 처리한데서도 엿보이고 있어, 전반적으로 강렬한 느낌이다. 큼직하고 기다란 귀에 목의 삼도(三道) 표현이 뚜렷하며, 가슴에는 '卍'자가 선명하다.
본존불 좌우로 가섭존자와 아난존자가 자리하였는데, 크기를 본존불에 비하여 유난히 작게 그렸다. 갈색 투명 머리광배에 두 상의 옷 또한 본존과 동일하게 무늬 없는 주홍바탕에 끝단만을 연꽃무늬로 장식하여 전반적으로 화려함이 배제되어 있음을 볼 수 있다. 하단부 중앙의 관세음보살좌상은 둥근 머리광배와 몸광배를 구비하고, 입상의 화불(化佛)이 안치된 보관을 썼으며, 두 손은 선정인(禪定印) 자세로 정병을 받쳐 들고 있다. 상의 크기가 큼직하고 하단 중앙부를 차지하는 등 관음보살을 강조하고 있는 점으로 미루어 보아 아마도 본존불이 아미타불임을 나타내기 위한 표현이 아닌가 여겨진다. 관음보살 좌우에 서 있는 사천왕상 역시 도식적이고 경직된 표현을 하여 전형적인 19세기 후반 불화의 양식적 특징을 잘 보여준다.
이와 같이 상단부에 본존불과 가섭·아난존자를 두고 하단부에 관음상을 비롯하여 사천왕을 두는 도상은 성격에 따른 각 상의 크기라던가, 자세 및 배치 방법이 이보다 앞선 1879년 조성의 개운사 괘불도와 거의 동일함을 볼 수 있어, 그 영향관계가 짐작된다.
화기 중의 󰡒…金魚 比丘虛谷堂亘巡 比丘東昊堂震徹 比丘錦華堂機烱出草 比丘蕙山堂竺衍…光緖十二年丙戌七月日奉安于三角山華溪寺 將此佛事法界羣生同登樂…󰡓이라는 내용으로 보아, 화계사 괘불도는 광서 12년인 1886년 긍순, 진철, 기경, 축연 등에 의해 조성되었음을 알 수 있다.
한편 앞의 네 화원들은 이 외에도 삼각산 청룡사 칠성도 및 현왕도(1868년)를 시작으로 봉은사 칠성도(1885년)와 판전 후불도(1886년), 미타사 신중도(1887년), 망월사 괘불도(1887년), 흥천사 신중도(1890), 봉은사 감로왕도(1892), 지장사 지장보살도(1893년), 봉은사 나한도(1895년)에 이르기까지 지금의 서울지역 사찰 불화 조성에 거의 빠지지 않고 참여하고 있는데, 19세기 후반 당시 불화계를 이끌어 가던 선도적 역할의 화원들이었음이 파악된다.
괘불도 조성에 대한 시주자의 경우 헌종(憲宗)의 모친인 대왕대비 조씨(大王大妃 趙氏-신정왕후神貞王后 : 익종翼宗의 비)와 왕대비 홍씨(王大妃 洪氏-효정왕후孝定王后 : 헌종憲宗의 비)를 비롯하여, 상궁들이 대거 참여하고 있음을 알 수 있는데, 이는 1880년(광서光緖 6년) 왕실발원에 의하여 이루어진 불상 및 불화조성, 개금·개채 등의 대대적인 불사 이후 왕실과 화계사의 관계를 짐작해 볼 수 있게 해주는 자료 중의 하나라고 하겠다.
오여래도(五如來圖)와 인로왕보살도(引路王菩薩圖)는 사찰의 큰 의식 시, 괘불도와 함께 사용하였을 의식용 불화로, 더 많은 자료가 있었을 것이나 지금은 오여래도(다보여래多寶如來, 묘색신여래妙色身如來, 광박신여래廣博身如來, 이포외여래離怖畏如來, 감노왕여래甘露王如來) 5폭과 인로왕보살도 1폭 등 6폭만 남아 있다. 각기 녹색의 둥근 머리광배에 연하늘색 장방형의 몸광배를 구비한 오여래도의 경우, 연화좌를 딛고 정면을 향하여 서 있으며, 녹색 둥근 머리광배만을 구비한 인로왕보살도는 몸을 우측으로 튼 채 깃발을 들고 서 있다. 각 그림에는 화기가 마련되어 있지 않으나 섬세한 세부표현 및 이목구비 묘사, 적·청색의 강렬한 색 대비 등이 괘불도와 동일한 점으로 보아 괘불도와 동일시기에 조성되었을 것으로 짐작된다.
화계사 괘불도는 1879년 개운사 괘불도와 거의 동일한 형식 및 양식적 특징을 보이고 있으며, 화원 역시 삼각산 청룡사 칠성도(1868년)를 비롯 봉은사 나한도(1895년)에 이르기까지 주도적 역할을 하고 있는 것으로 보아, 19세기 중반 이후 서울·경기지역 불화의 전반적인 흐름과 함께 괘불도의 도상 및 성격, 색채 등 양식 파악에 있어 중요한 자료임에 틀림없다. 그리고 왕실과 화계사와의 관계를 알게 해주어 사료적인 가치도 있다고 하겠으며, 괘불도 명칭은 화기 중의 ″一切衆生同歸淨土 同見彌陀 同聞淨法 同化衆生之大願″이라는 내용으로 미루어, 아미타불괘불도로 하는 것이 좋을 것이다. 오여래도와 인로왕보살도 또한 괘불도와 한 조를 이루는 의식용 불화로서 괘불도, 괘불함과 함께 일괄하여 서울특별시 유형문화재로 지정하여 관리함이 바람직할 것으로 사료된다.

## 참고 자료
- 화계사 아미타괘불도 및 오여래도 - 국가유산청 국가유산포털